# Søren Tengstedt
Søren Tengstedt (Nibe, 30 giugno 2000) è un calciatore danese, attaccante del Go Ahead Eagles.

## Caratteristiche tecniche
È un centravanti.

## Carriera

### Club
Cresciuto nel settore giovanile del Aalborg, debutta in prima squadra il 22 settembre 2019 in occasione dell'incontro di Superligaen perso 2-1 contro il Nordsjælland.

### Nazionale
Nel 2020 ha giocato una partita con la nazionale danese Under-21.

## Statistiche
Statistiche aggiornate al 9 maggio 2021.

### Presenze e reti nei club
| Stagione         | Squadra          | Campionato       | Campionato | Campionato | Coppe nazionali | Coppe nazionali | Coppe nazionali | Coppe continentali | Coppe continentali | Coppe continentali | Altre coppe | Altre coppe | Altre coppe | Totale | Totale | Totale |
| Stagione         | Squadra          | Comp             | Pres       | Reti       | Comp            | Pres            | Reti            | Comp               | Pres               | Reti               | Comp        | Pres        | Reti        | Pres   | Reti   |        |
| ---------------- | ---------------- | ---------------- | ---------- | ---------- | --------------- | --------------- | --------------- | ------------------ | ------------------ | ------------------ | ----------- | ----------- | ----------- | ------ | ------ | ------ |
| 2019-2020        | Aalborg          | SL               | 12         | 2          | CD              | 2               | 0               |                    | -                  | -                  |             | -           | -           | 14     | 2      |        |
| 2020-2021        | Aarhus           | SL               | 10         | 0          | CD              | 0               | 0               | UEL                | 2                  | 1                  |             | -           | -           | 12     | 1      |        |
| ago. 2021        | Aarhus           | SL               | 2          | 0          | CD              | 0               | 0               | UECL               | 1                  | 0                  |             | -           | -           | 3      | 0      |        |
| 2021-2022        | Silkeborg        | SL               | 21         | 2          | CD              | 2               | 1               |                    | -                  | -                  |             | -           | -           | 23     | 3      |        |
| 2022-2023        | Silkeborg        | SL               | 22         | 1          | CD              | 4               | 4               | UEL+UECL           | 2+6                | 0+2                |             | -           | -           | 34     | 7      |        |
| Totale Silkeborg | Totale Silkeborg | Totale Silkeborg | 43         | 3          |                 | 6               | 5               |                    | 8                  | 2                  |             | -           | -           | 57     | 10     |        |
| Totale carriera  | Totale carriera  | Totale carriera  | 67         | 5          |                 | 8               | 5               |                    | 11                 | 3                  |             | -           | -           | 86     | 13     |        |

## Palmarès

### Club

#### Competizioni nazionali
- Coppa dei Paesi Bassi: 1

Go Ahead Eagles: 2024-2025